# صاب أوربن
صاب أوربن (بالإنجليزية: Sub Urban)‏ (مواليد 22 أكتوبر 1999) هو مغني، منتج وكاتب أغاني أمريكي، أشتهرت لأغنيته أمهدة (بالإنجليزية: Cradles)‏.

## روابط خارجية
- صاب أوربن على موقع ميوزك برينز (الإنجليزية)
- صاب أوربن على موقع ميوزك برينز (الإنجليزية)
- صاب أوربن على موقع أول ميوزيك (الإنجليزية)
- صاب أوربن على موقع ديسكوغز (الإنجليزية)
- صاب أوربن على موقع ديسكوغز (الإنجليزية)
- صاب أوربن على موقع ديسكوغز (الإنجليزية)